# Epaminonda Nicu
Epaminonda Nicu (Bucarest, 17 dicembre 1979) è un ex calciatore rumeno, di ruolo centrocampista o difensore.

## Palmarès

### Club

#### Competizioni nazionali
- Campionato rumeno: 1

Unirea Urziceni: 2008-2009